# Línea de alta velocidad Murcia-Almería
La línea de alta velocidad Murcia-Almería es una línea de alta velocidad de ferrocarril en construcción, que pretende unir las ciudades de Murcia y Almería, en el sureste de España. Forma parte del Corredor Mediterráneo. 
Está planificada como una línea mixta, es decir, podrán circular trenes de viajeros y de mercancías. La línea constará de dos vías en ancho internacional electrificadas a 25 kV, para trenes de alta velocidad, en la mayor parte del trazado. En algunos tramos tendrá una tercera vía en ancho ibérico para trenes de mercancías y cercanías, mientras que entre Pulpí y Vera y entre Níjar y Almería constará de una única vía en ancho internacional. Tendrá una longitud aproximada de 185 km y estará diseñada para velocidades máximas de 300 km/h. 
La previsión de finalización de la línea está en el año 2026. Para acelerar las obras Adif suprimió el tráfico ferroviario entre Murcia y Pulpí (y de ahí a Águilas) desde el día 1 de octubre de 2021, habilitándose un servicio sustitutorio por carretera mediante autobuses. Dicha medida fue criticada por algunos colectivos y ciudadanos que pidieron compatibilizar los trabajos con el servicio ferroviario, llegando incluso a realizar diversas manifestaciones y protestas.

## Trazado
La futura línea de alta velocidad utilizará el trazado de la línea Murcia-Águilas en la mayor parte del recorrido entre Murcia y Pulpí. Está previsto realizar correcciones al trazado actual, incluyendo nuevas estaciones en Librilla, Alhama de Murcia, Totana y Almendricos. Además, se soterrarán las vías a su paso por Alcantarilla y se construirá una nueva estación en esta localidad. De igual forma, está previsto soterrar el trazado a su paso por Lorca, incluyendo la estación de Sutullena, que será parada de los servicios de alta velocidad.
Existe también un proyecto, la Variante de Alcantarilla, que pretende sacar la línea Chinchilla-Cartagena fuera de los núcleos urbanos de Alcantarilla y Javalí Nuevo. Tendrá su inicio a la altura de El Puntarrón (Sangonera la Seca), por lo que esta línea compartirá trazado con la línea Murcia-Águilas y futura LAV Murcia-Almería hasta pasado Alcantarilla.
En algunos tramos existe plataforma para triple vía puesto que se diseñó para segregar el tráfico de trenes de mercancías y cercanías. Sin embargo en los restantes tramos licitados se ha desechado esta opción y se han proyectado en vía doble o única.
El ramal Pulpí-Águilas, aun no incluido en la línea, está previsto que sea modernizado con ancho de vía internacional, electrificación a 25 kV, sistemas de seguridad y comunicaciones, supresión de pasos a nivel y adaptación de las estaciones existentes.

## Tramos
| Tramo                                        | Kilómetros | Estado (fecha)                    | Plazo ejecución | Finalización | Notas     |
| -------------------------------------------- | ---------- | --------------------------------- | --------------- | ------------ | --------- |
| Soterramiento Estación de Murcia y Barriomar | 2,8        | En obras (06/2022)                | 36 meses        | 2024         | Vía doble |
| Soterramiento de Nonduermas                  | 2,5        | En obras (03/2022)                | 27 meses        | 06/2024      | Vía doble |
| Nonduermas-Sangonera                         | 8,9        | Plataforma terminada (21/12/2024) | -               | -            | Vía doble |
| Sangonera-Librilla                           | 7,4        | Plataforma terminada (04/06/2007) | -               | -            | Vía doble |
| Variante de Librilla-Alhama                  | 12,2       | En obras (05/2021)                | 32 meses        | 01/2024      | Vía doble |
| Alhama-Totana                                | 6,5        | Plataforma terminada (07/12/2012) | -               | -            | Vía doble |
| Variante de Totana                           | 9,9        | En obras (2023)                   | 30 meses        | 2025         | Vía doble |
| Totana-Lorca                                 | 6,4        | Plataforma terminada              | -               | -            | Vía doble |
| Totana-Lorca                                 | 12,4       | En obras (11/2021)                | 8 meses         | 2023         | Vía doble |
| Integración de Lorca                         | 3,2        | En obras ) (02/2024)              | 32 meses        | 2026/2027    | Vía doble |
| Lorca-Pulpí                                  | 31,3       | En obras (2022)                   | 34 meses        | 2025         | Vía doble |
| Pulpí-Vera                                   | 25,7       | En obras (04/2019)                | 66 meses        | 10/2024      | Vía única |
| Vera-Los Gallardos                           | 10,3       | Plataforma terminada              | -               | -            | Vía doble |
| Los Gallardos-Sorbas                         | 8,2        | Plataforma terminada              | -               | -            | Vía doble |
| Sorbas-Barranco de los Gafarillos            | 7,6        | Plataforma terminada              | -               | -            | Vía doble |
| Barranco de los Gafarillos-Los Arejos        | 1,7        | Plataforma terminada              | -               | -            | Vía doble |
| Los Arejos-Níjar                             | 17,8       | En obras (01/2020)                | 32 meses        | 03/2023      | Vía doble |
| Níjar-Río Andarax                            | 25,5       | En obras (02/2020)                | 49 meses        | 03/2024      | Vía única |
| Río Andarax-El Puche                         | 1,6        | En servicio (27/07/2021)          | -               |              | Vía doble |
| Integración El Puche                         | 1,2        | En servicio (28/07/2021)          | -               | -            | Vía doble |
| Integración Almería Fase II                  | 1,8        | En obras (11/2023)                | 36 meses        | 11/2026      | Vía doble |

## Estaciones

### Estaciones de alta velocidad
Las ciudades que contarán con estaciones de alta velocidad son Murcia, Lorca, Vera y Almería.
- Estación de Murcia del Carmen
- Estación de Lorca-Sutullena
- Estación de Vera-Almanzora[29]
- Estación de Almería

En un primer momento la estación de alta velocidad de Lorca estaría situada en Sutullena. Por razones de espacio se descartó y se decidió que sería el apeadero de San Diego la futura estación de alta velocidad, mientras que desde el Ayuntamiento de Lorca se solicitó que la primera quedara como estación de cercanías soterrada. Finalmente en el estudio informativo del proyecto de integración urbana y adaptación a altas prestaciones de la Red Ferroviaria de Lorca se volvió al planeamiento original estableciendo que la estación de Sutullena sería la estación principal para servicios de alta velocidad, media y larga distancia, y cercanías, que estará soterrada, contará con 3 vías y conservará el edificio actual ampliándolo. San Diego quedará como apeadero de Cercanías en superficie.

### Otras estaciones
En la línea se sitúan otras estaciones, algunas exclusivamente para servicios de cercanías:
- Estación de Pulpí
- Estación de Almendricos
- Estación de Puerto Lumbreras
- Estación de Lorca-San Diego
- Estación de La Hoya
- Estación de Totana
- Estación de Alhama de Murcia
- Estación de Librilla
- Estación de Alcantarilla-Los Romanos